# Notholaena lepida
Notholaena lepida là một loài dương xỉ trong họ Pteridaceae. Loài này được Looser mô tả khoa học đầu tiên năm 1945.
Danh pháp khoa học của loài này chưa được làm sáng tỏ. 